# Abcoven
Abcoven is een voormalige buurtschap , nu een wijk met ernaast een natuurgebied in de gemeente Goirle.
Tot 1995 was Abcoven nog herkenbaar als buurtschap, maar is daarna opgegaan in Goirle.

## Ligging
Abcoven ligt in het noordoosten van de bebouwde kom van de plaats Goirle, aan het riviertje de Nieuwe Leij. De Abcovense dijk loopt hier zuidwaarts  vandaan richting Beekse dijk naar Hilvarenbeek.

## Toponymie
Hoven is een in veel plaatsnamen voorkomend meervoud van hof, hier in de betekenis van hof van Abbe.  

## Natuurgebied
Het natuurgebied bestaat uit een aantal smalle graslandjes die omzoomd zijn door knotwilgen. Ook is er een elzenbroekbos te vinden. Tot de flora behoren onder andere de dotterbloem en de wateraardbei. Het is eigendom van de Stichting Brabants Landschap. Broedvogels zijn: buizerd, torenvalk, zomertortel, bosrietzanger en grasmus. Het gebied meet 41 ha. Een probleem vormt de nabijgelegen zandwinput, waardoor het grondwaterpeil daalt. Dit wordt tegengegaan door sloten af te dammen. Het hooien van de graslanden gebeurt sinds 1996 handmatig.

## Bezienswaardigheid
In de buurtschap ten westen van dit natuurgebied bevindt zich een wegkruis, ingewijd op 15 augustus 1952, wat een initiatief van de buurt was ter gelegenheid van de eerste Mis, opgedragen door de uit de Abcoven afkomstige pater Jan Brock. Dit kruisbeeld werd aanvankelijk door de buurt verzorgd en op 15 augustus kwam men na de hoogmis er bijeen om te bidden. Vanaf de jaren 70 van de 20e eeuw rukten de nieuwbouwwijken van Goirle op in de richting van Abcoven. Ook de bevolking veranderde van samenstelling en de familie Brock trok elders heen, maar de nieuwe buren onderhielden het kruisbeeld. Op 1 september 2002 werd de grond waarop het kruisbeeld stond overgedragen aan de gemeente, die als tegenprestatie gedurende 100 jaar het onderhoud van het kruisbeeld op zich zou nemen.
Dorpen: Goirle · Riel 

Buurtschappen: Abcoven · Bakertand · Boschkens · Brakel · Breehees · Looienhoek · Nieuwkerk · Spaansehoek · Vijfhuizen · Zandeind

Noord-Brabant: Steden en dorpen      Nederland: Provincies · Gemeenten